# Aderus chariensis
Aderus chariensis is een keversoort uit de familie schijnsnoerhalskevers (Aderidae). De wetenschappelijke naam van de soort werd in 1911 gepubliceerd door Maurice Pic.